# Kendra Secrets
Kendra Secrets (San Diego, California; 3 de marzo de 1969) es una actriz pornográfica estadounidense retirada.

## Biografía
Kendra Secrets, nombre artístico de Jennifer Walden, nació en marzo de 1969 en San Diego (California). No se sabe mucho de su vida antes de entrar en la industria del cine pornográfico, que fue en 2007 a la edad de 38 años.
Al igual que otras actrices que comenzaron con más de treinta años en la industria, por su físico, edad y atributos fue etiquetada como una actriz MILF. Muchas de sus películas han tratado esta temática, así como la de lésbica entre MILF o interracial.
Algunas de sus primeras películas fueron Big Titty MILFS 6 o Milf and Honey 5.
Otros títulos reseñables de su filmografía son Mom's Cream Pie 3, Interracial MILF Orgy o Big Tit MILF Mafia 6.
En 2009, fue nominada en los Premios AVN a la Artista MILF/Cougar del año.
En 2013 se retiró con más de 250 películas grabadas como actriz, entre producciones originales y compilaciones.

## Premios y nominaciones
| Año  | Ceremonia   | Resultado | Premio                      | Trabajo |
| ---- | ----------- | --------- | --------------------------- | ------- |
| 2009 | Premios AVN | Nominada  | Artista MILF/Cougar del año | —       |